# 周恂懋
周恂懋（1513年—？），字季實，號毅軒，浙江嘉興府秀水縣人，民籍，明朝政治人物。

## 生平
浙江鄉試第十二名舉人。嘉靖二十六年（1547年）中式丁未科會試第一百九十二名，登第三甲第一百九十五名進士。都察院觀政，授乐平知县，升兵部主事。

## 家族
曾祖周秉；祖父周鑑；父周德，母張氏。子周原、周岳。